# كارلات
كارلات. (بالفرنسية: Carlat)‏، هي بلدية فرنسية تقع في إقليم كانتال، في منطقة أوفيرن-رون ألب (Auvergne-Rhône-Alpes).